# Gaultheria buxifolia
Gaultheria buxifolia är en ljungväxtart som beskrevs av Carl Ludwig von Willdenow. Gaultheria buxifolia ingår i släktet Gaultheria och familjen ljungväxter.

## Underarter
Arten delas in i följande underarter:
- G. b. elassantha
- G. b. secunda